# ユールマラ

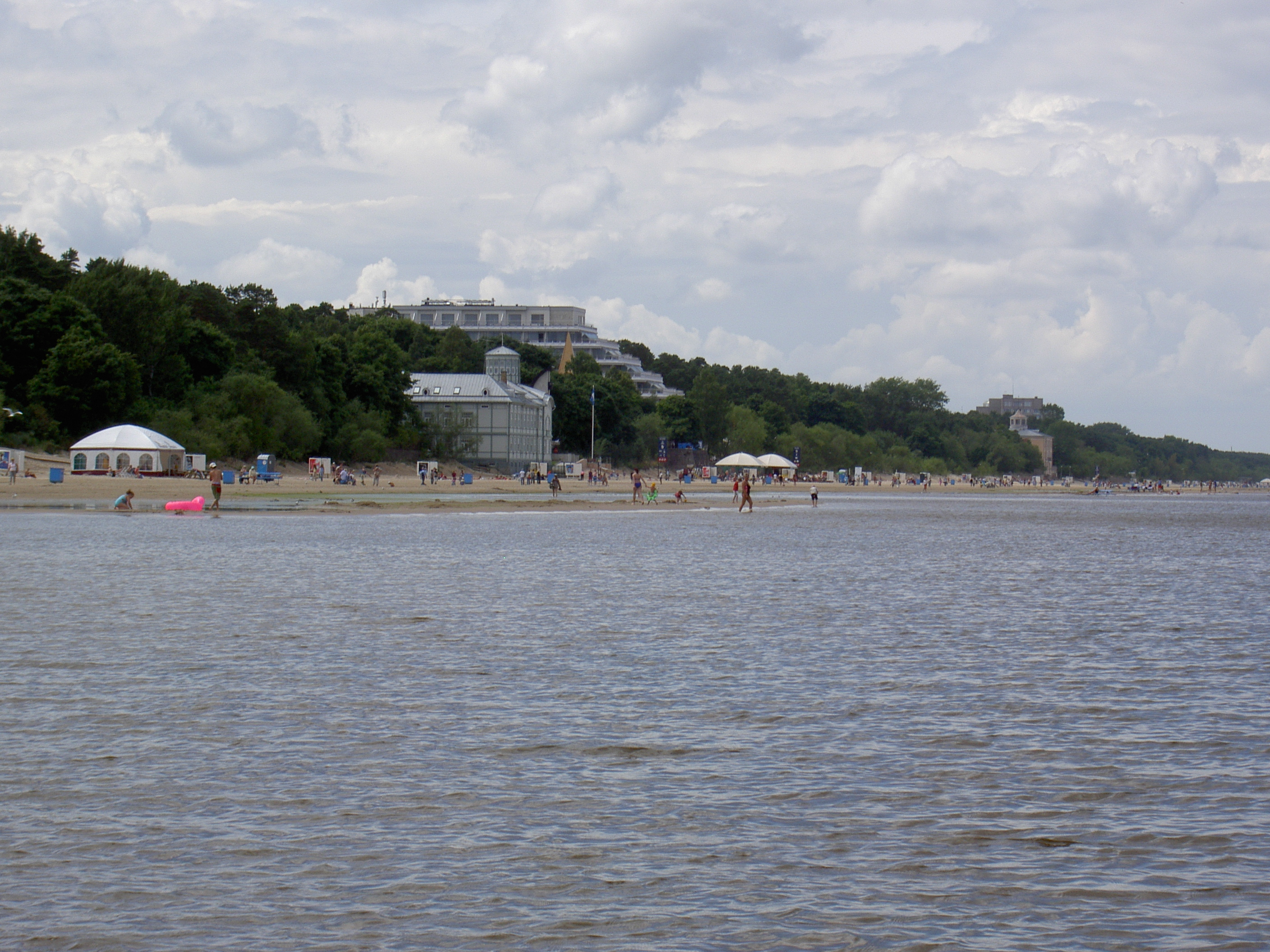
海岸の風景

ユールマラ（Jūrmala）は、ラトビア共和国の都市。ラトビアの代表的な観光地・保養地である。人口は約5万2千人（2024年）。

## 地勢・産業
首都リガの西方に位置する観光都市・保養都市であり、電車・バスで約30分程度。都市の名称は、ラトヴィア語の「海岸」に由来しており、リガ湾に面している。

## 歴史
19世紀後半、リガとトゥクムスを結ぶ鉄道が開通したことで、ユールマラは観光地としての発展が進んだ。当時のリガはロシア領であったが、第一次世界大戦後にラトビアが独立を果たすとラトビア領となった。第二次世界大戦中にソヴィエトがラトビアを併合すると、それ以降のユールマラはソ連共産党の要人・高官が余暇を過ごす地となった。フルシチョフ、ブレジネフなどもこの地を訪れている。1991年にラトビアが独立すると、西欧・北欧諸国との結びつきを強め、2004年にラトビアがEU加盟を果たしたこともあり、新たな観光客の誘致を進めている。
ユールマラは、本来バルト・ドイツ人が設けたいくつかの保養地が結びついたものである。当初はリガの一地域とされていたが、ソヴィエト時代に市として独立した。

## 出身人物
- アレクサンドル・カレリ (宇宙飛行士)
- アルティス・パブリクス (政治家、元外務大臣)
- エルネスツ・グルビス (男子プロテニス選手)
- エドガルス・リンケービッチ (第11代 ラトビア共和国大統領)